# 日本プロゴルフ選手権大会
日本プロゴルフ選手権大会（にほんプロゴルフせんしゅけんたいかい）は、毎年開催されている日本プロゴルフ協会主催の日本の男子プロゴルフメジャー大会（公式戦）の1つ。

## 概要
日本最古の歴史と伝統を誇るこの大会は1926年に大阪毎日新聞社主催の「全日本ゴルフ・プロフェッショナル卅六ホール・メダルプレー争覇戦」として創設され、当初は6人だけで大阪府三島郡春日村（現・茨木市）の茨木カンツリー倶楽部で開かれた。優勝は宮本留吉選手。第5回（1930年）まではストローク形式だったが、第6回（1931年）〜第28回（1960年）まではマッチプレー方式（途中太平洋戦争のため1941年と1943年～1948年は休止。再開初戦となった1949年の第17回はストローク形式）であった。第29回（1961年）からストロークに戻した。
この大会からラリー・モンテス、戸田藤一郎、林由郎、陣清水、中村寅吉、河野光隆、島田幸作、青木功、尾崎将司、中嶋常幸、デビッド・イシイ、倉本昌弘、丸山茂樹、片山晋呉など日本のゴルフ界をリードした名選手を多数輩出し、名実ともに日本プロゴルフ界の頂点を極めるビッグトーナメントになった。
この大会は以前は毎年7月から9月の間に開催されていたが、1992年以降は日本プロゴルフマッチプレー選手権（2003年終了）と時期を入れ替え、毎年5月（2009年・2014年は6月、2016年は7月）に4日間72ホールズストロークプレーで開催。2019年より開催時期を再び7月に移行することになった。但し2022年は8月に開催されている。毎年開催する都道府県及びゴルフ場を変えて行う「サーキットトーナメント方式」を採用している。競技は日本オープン選手権同様、54ホールで成立となっているが、2004年は悪天候と荒天の影響で54ホールに短縮された。なお、天災などの事情で日曜日までに72ホール決着出来ない場合は翌日（月曜日）にも開催する場合がある。
優勝者には、PGA優勝杯と文部科学大臣杯が授与される。また向こう5年間の日本ゴルフツアー機構の公認試合（メジャー大会含む）に無条件シード出場ができる。
2019年現在、賞金総額1億5000万円、優勝賞金3000万円。
2010年大会から2017年大会まで、本大会の冠協賛社として日清食品が就き、「日本プロゴルフ選手権大会・日清カップヌードル杯」として開催されていた。優勝者にはカップヌードル10年分（3650杯）が副賞として贈られていた。また、開催に当たっては、各ホールのティーマークがカップヌードルをかたどったものに付け替えられていた。
2018年大会以降についてはメインスポンサーはつかないものの、複数社のスポンサードによりサポートする形になる。しかし2026年から3年間センコーグループホールディングスがスポンサー契約を交わし、同社所有のゴルフ場で連続開催が決定している。
大会のテレビ中継は後述の通り長らく日本テレビ系などで中継されてきたが2024年からはBSフジで中継する。日本国内の男子のプロゴルフメジャー大会（公式戦）ではテレビ中継を開始して以降初めて地上波で中継しない大会となった。

## 出場資格
- 過去10年の本大会・日本オープン優勝者
- 過去5年のゴルフ日本シリーズ、日本ゴルフツアー選手権の優勝者
- 前年日本プロゴルフシニア選手権大会・日本シニアオープン優勝者
- 前年本大会上位10位（タイを含む）の者
- 前年日本プロゴルフ新人選手権優勝者
- 前年度日本プロ選手権以降の日本ツアー競技優勝者
- 前年度チャレンジトーナメント賞金ランク上位8名
- 前年度PGAシニアツアー賞金ランク1位
- 前年PGA・JGTOチャレンジカップ優勝者
- 前年PGA資格認定プロテスト1位
- 日本プロ選手権予選通過者
- 日本プロゴルフ協会の特別承認者

## 大会歴代優勝者
| 回数   | 開催時期               | 優勝者               | 開催地   | 開催ゴルフコース                                            |
| ------ | ---------------------- | -------------------- | -------- | ----------------------------------------------------------- |
| 第1回  | 1926年7月4日           | 宮本留吉             | 大阪府   | 茨木カンツリー倶楽部                                        |
| 第2回  | 1927年7月9日           | 中上数一             | 大阪府   | 茨木カンツリー倶楽部                                        |
| 第3回  | 1928年11月30日         | 浅見緑蔵             | 兵庫県   | 鳴尾ゴルフ倶楽部                                            |
| 第4回  | 1929年7月20日、21日    | 宮本留吉             | 千葉県   | 武蔵野カンツリー倶楽部六実コース                            |
| 第5回  | 1930年10月18日、19日   | 村木章               | 兵庫県   | 宝塚ゴルフ倶楽部                                            |
| 第6回  | 1931年10月26日 - 28日  | 浅見緑蔵             | 千葉県   | 藤ヶ谷カントリークラブ                                      |
| 第7回  | 1932年10月3日 - 5日    | ラリー・モンテス     | 兵庫県   | 鳴尾ゴルフ倶楽部猪名川コース                                |
| 第8回  | 1933年10月2日 - 4日    | ラリー・モンテス     | 神奈川県 | 藤沢ゴルフクラブ                                            |
| 第9回  | 1934年9月27日 - 30日   | 宮本留吉             | 兵庫県   | 廣野ゴルフ倶楽部                                            |
| 第10回 | 1935年10月23日 - 26日  | 戸田藤一郎           | 神奈川県 | 相模カンツリー倶楽部                                        |
| 第11回 | 1936年9月14日 - 17日   | 宮本留吉             | 愛知県   | 名古屋ゴルフ倶楽部和合コース                                |
| 第12回 | 1937年9月13日 - 16日   | 上堅岩一             | 千葉県   | 鷹之台カンツリー倶楽部                                      |
| 第13回 | 1938年9月12日 - 15日   | 戸田藤一郎           | 兵庫県   | 宝塚ゴルフ倶楽部                                            |
| 第14回 | 1939年10月18日 - 21日  | 戸田藤一郎           | 静岡県   | 川奈ホテルゴルフコース富士コース                            |
| 第15回 | 1940年9月16日 - 20日   | 戸田藤一郎           | 福岡県   | 福岡ゴルフ倶楽部（現、古賀ゴルフ・クラブ）                  |
| 第16回 | 1942年8月25日 - 29日   | 陳清水               | 東京都   | 小金井カントリー倶楽部                                      |
| 第17回 | 1949年9月14日、15日    | 林由郎               | 千葉県   | 我孫子ゴルフ倶楽部                                          |
| 第18回 | 1950年10月5日 - 8日    | 林由郎               | 千葉県   | 我孫子ゴルフ倶楽部                                          |
| 第19回 | 1951年10月8日 - 11日   | 石井哲雄             | 兵庫県   | 廣野ゴルフ倶楽部                                            |
| 第20回 | 1952年6月5日 - 8日     | 井上清次             | 神奈川県 | 相模カンツリー倶楽部                                        |
| 第21回 | 1953年6月15日 - 18日   | 陳清水               | 千葉県   | 我孫子ゴルフ倶楽部                                          |
| 第22回 | 1954年7月6日 - 9日     | 石井茂               | 兵庫県   | 廣野ゴルフ倶楽部                                            |
| 第23回 | 1955年5月24日 - 27日   | 小野光一             | 神奈川県 | 相模カンツリー倶楽部                                        |
| 第24回 | 1956年6月5日 - 8日     | 林由郎               | 愛知県   | 名古屋ゴルフ倶楽部和合コース                                |
| 第25回 | 1957年7月23日 - 26日   | 中村寅吉             | 神奈川県 | 程ヶ谷カントリー倶楽部                                      |
| 第26回 | 1958年10月8日 - 11日   | 中村寅吉             | 兵庫県   | 鳴尾ゴルフ倶楽部猪名川コース                                |
| 第27回 | 1959年7月7日 - 10日    | 中村寅吉             | 大阪府   | 茨木カンツリー倶楽部                                        |
| 第28回 | 1960年5月23日 - 26日   | 棚網良平             | 茨城県   | 大洗ゴルフ倶楽部                                            |
| 第29回 | 1961年5月16日 - 18日   | 林由郎               | 福岡県   | 古賀ゴルフ・クラブ                                          |
| 第30回 | 1962年5月22日 - 24日   | 中村寅吉             | 三重県   | 四日市カンツリー倶楽部                                      |
| 第31回 | 1963年5月21日 - 23日   | 橘田規               | 茨城県   | 龍ヶ崎カントリー倶楽部                                      |
| 第32回 | 1964年5月26日 - 28日   | 橘田規               | 大阪府   | 枚方カントリー倶楽部                                        |
| 第33回 | 1965年7月15日 - 17日   | 河野光隆             | 埼玉県   | 川越カントリークラブ                                        |
| 第34回 | 1966年8月5日 - 7日     | 河野光隆             | 千葉県   | 総武カントリークラブ                                        |
| 第35回 | 1967年9月2日 - 4日     | 宮本省三             | 愛知県   | 三好カントリー倶楽部                                        |
| 第36回 | 1968年9月6日 - 8日     | 島田幸作             | 千葉県   | 習志野カントリークラブ                                      |
| 第37回 | 1969年9月5日 - 7日     | 石井裕士             | 愛知県   | 春日井カントリークラブ                                      |
| 第38回 | 1970年8月26日 - 28日   | 佐藤精一             | 茨城県   | 水海道ゴルフクラブ                                          |
| 第39回 | 1971年9月16日 - 19日   | 尾崎将司             | 宮崎県   | フェニックスカントリークラブ                                |
| 第40回 | 1972年10月19日 - 22日  | 金井清一             | 千葉県   | 紫カントリークラブすみれコース                              |
| 第41回 | 1973年10月18日 - 21日  | 青木功               | 岐阜県   | 岐阜関カントリー倶楽部                                      |
| 第42回 | 1974年8月15日 - 18日   | 尾崎将司             | 宮城県   | 表蔵王国際ゴルフクラブ                                      |
| 第43回 | 1975年10月16日 - 19日  | 村上隆               | 岡山県   | 倉敷カントリー倶楽部                                        |
| 第44回 | 1976年9月23日 - 26日   | 金井清一             | 熊本県   | 球磨カントリー倶楽部                                        |
| 第45回 | 1977年9月22日 - 25日   | 中島常幸             | 岐阜県   | 日本ラインゴルフ倶楽部                                      |
| 第46回 | 1978年8月17日 - 20日   | 小林富士夫           | 北海道   | 小樽カントリー倶楽部                                        |
| 第47回 | 1979年9月13日 - 16日   | 謝敏男               | 茨城県   | 浅見ゴルフ倶楽部                                            |
| 第48回 | 1980年10月2日 - 5日    | 山本善隆             | 群馬県   | ノーザンカントリークラブ赤城ゴルフ場                        |
| 第49回 | 1981年7月30日 - 8月2日 | 青木功               | 北海道   | 札幌後楽園カントリークラブ                                  |
| 第50回 | 1982年7月22日 - 25日   | 倉本昌弘             | 滋賀県   | 名神八日市カントリー倶楽部                                  |
| 第51回 | 1983年7月28日 - 31日   | 中島常幸             | 新潟県   | 紫雲ゴルフ倶楽部                                            |
| 第52回 | 1984年8月2日 - 5日     | 中島常幸             | 静岡県   | ミナミ菊川カントリークラブ                                  |
| 第53回 | 1985年8月8日 - 11日    | 尾崎健夫             | 茨城県   | セントラルゴルフクラブ東コース                              |
| 第54回 | 1986年7月24日 - 27日   | 青木功               | 岐阜県   | 日本ラインゴルフ倶楽部西コース                              |
| 第55回 | 1987年7月23日 - 26日   | デビッド・イシイ     | 千葉県   | 浜野ゴルフクラブ                                            |
| 第56回 | 1988年7月21日 - 24日   | 尾崎健夫             | 愛媛県   | 愛媛ゴルフ倶楽部キング・プリンスコース                      |
| 第57回 | 1989年8月3日 - 6日     | 尾崎将司             | 栃木県   | 烏山城カントリークラブ本丸・三の丸コース                    |
| 第58回 | 1990年8月2日 - 5日     | 加瀬秀樹             | 大阪府   | 天野山カントリークラブ                                      |
| 第59回 | 1991年8月15日 - 18日   | 尾崎将司             | 栃木県   | プレステージカントリークラブ西コース                        |
| 第60回 | 1992年5月14日 - 17日   | 倉本昌弘             | 群馬県   | 下秋間カントリークラブ                                      |
| 第61回 | 1993年5月13日 - 16日   | 尾崎将司             | 兵庫県   | スポーツ振興カントリークラブ山の原コース                    |
| 第62回 | 1994年5月12日 - 15日   | 合田洋               | 岐阜県   | レイクグリーンゴルフ倶楽部レイクコース                      |
| 第63回 | 1995年5月11日 - 14日   | 佐々木久行           | 青森県   | 夏泊ゴルフリンクス                                          |
| 第64回 | 1996年5月9日 - 12日    | 尾崎将司             | 岡山県   | 山陽ゴルフ倶楽部                                            |
| 第65回 | 1997年5月15日 - 18日   | 丸山茂樹             | 茨城県   | セントラルゴルフクラブ西コース                              |
| 第66回 | 1998年5月14日 - 17日   | ブラント・ジョーブ   | 奈良県   | グランデージゴルフ倶楽部EAST(イースト)・NORTH(ノース)コース |
| 第67回 | 1999年5月13日 - 16日   | 尾崎直道             | 石川県   | ゴルフクラブツインフィールズダイヤモンドコース              |
| 第68回 | 2000年5月11日 - 14日   | 佐藤信人             | 千葉県   | カレドニアン・ゴルフクラブ                                  |
| 第69回 | 2001年5月10日 - 13日   | ディーン・ウィルソン | 福岡県   | ザ・クイーンズヒルゴルフクラブ                              |
| 第70回 | 2002年5月16日 - 19日   | 久保谷健一           | 奈良県   | KOMAカントリークラブ                                        |
| 第71回 | 2003年5月15日 - 18日   | 片山晋呉             | 茨城県   | 美浦ゴルフ倶楽部                                            |
| 第72回 | 2004年5月13日 - 16日   | S・K・ホ             | 高知県   | Kochi黒潮カントリークラブ 暖流・太平洋コース                |
| 第73回 | 2005年5月12日 - 15日   | S・K・ホ             | 熊本県   | 玉名カントリークラブ                                        |
| 第74回 | 2006年5月11日 - 14日   | 近藤智弘             | 岐阜県   | 谷汲カントリークラブ                                        |
| 第75回 | 2007年5月10日 - 13日   | 伊澤利光             | 沖縄県   | かねひで喜瀬カントリークラブ                                |
| 第76回 | 2008年5月15日 - 18日   | 片山晋呉             | 群馬県   | レーサムゴルフ&スパリゾート                                 |
| 第77回 | 2009年6月11日 - 14日   | 池田勇太             | 北海道   | 恵庭カントリー倶楽部 支笏・阿寒コース                       |
| 第78回 | 2010年5月13日 - 16日   | 谷口徹               | 長崎県   | パサージュ琴海アイランドゴルフクラブ                        |
| 第79回 | 2011年5月12日 - 15日   | 河井博大             | 兵庫県   | 小野東洋ゴルフ倶楽部                                        |
| 第80回 | 2012年5月10日 - 13日   | 谷口徹               | 栃木県   | 烏山城カントリークラブ 本丸・三の丸コース                   |
| 第81回 | 2013年5月16日 - 19日   | 金亨成               | 千葉県   | 総武カントリークラブ 総武コース                             |
| 第82回 | 2014年6月5日 - 8日     | 手嶋多一             | 兵庫県   | ゴールデンバレーゴルフ倶楽部                                |
| 第83回 | 2015年5月14日 - 17日   | アダム・ブランド     | 埼玉県   | 太平洋クラブ 江南コース                                     |
| 第84回 | 2016年7月7日 - 10日    | 谷原秀人             | 北海道   | 北海道クラシックゴルフクラブ                                |
| 第85回 | 2017年5月11日 - 14日   | 宮里優作             | 沖縄県   | かねひで喜瀬カントリークラブ                                |
| 第86回 | 2018年5月10日 - 13日   | 谷口徹               | 千葉県   | 房総カントリークラブ 房総ゴルフ場 東コース                  |
| 第87回 | 2019年7月4日 - 7日     | 石川遼               | 鹿児島県 | いぶすきゴルフクラブ 開聞コース                             |
| 第88回 | 2021年7月1日 - 4日     | 金成玹               | 栃木県   | 日光カンツリー倶楽部                                        |
| 第89回 | 2022年8月4日 - 7日     | 堀川未来夢           | 静岡県   | グランフィールズカントリークラブ                            |
| 第90回 | 2023年7月27日 - 30日   | 平田憲聖             | 北海道   | 恵庭カントリー倶楽部 阿寒・摩周コース                       |
| 第91回 | 2024年7月4日 - 7日     | 杉浦悠太             | 岐阜県   | 富士カントリー可児クラブ 志野コース                         |
| 第92回 | 2025年5月22日 - 25日   | 清水大成             | 岐阜県   | 三甲ゴルフ倶楽部 谷汲コース                                 |
| 第93回 | 2026年                 | 不明の旗             | 滋賀県   | 蒲生ゴルフ倶楽部                                            |
| 第94回 | 2027年                 | 不明の旗             | 滋賀県   | 蒲生ゴルフ倶楽部                                            |
| 第95回 | 2028年                 | 不明の旗             | 滋賀県   | 蒲生ゴルフ倶楽部                                            |

2020年の開催は、新型コロナウイルス感染拡大の影響で中止された。

## テレビ放送

### 2024年
- 2024年の中継体制は次の通りである。
  - BSフジで全日程中継[21]。地上波のフジテレビ系での中継は録画を含め行わない。
  - 放送時刻は7月4・5日の予選ラウンドは14:00 - 16:00、7月6・7日の決勝ラウンドは12:00 - 15:00に生中継[22]。
  - 予選ラウンドから無料放送のテレビ局で中継するのは当大会ではBS日テレ以来2年ぶりであり大会初日から生中継するのは初めてである。

2023年までは日本テレビで中継していた。

### 2023年までの中継体制
- 本大会は昭和時代より日本テレビ及びその系列ネットワーク局にて放送されていた。
  - 2023年は、日本テレビをキーステーションに放送される地上波の中継が最終日（生中継）のみに縮小[注釈 5]。これに代わって、BS日テレが決勝ラウンドの3日目（生中継）を放送するほか、最終日についても地上波とのトップ＆リレーでの生中継を行う[注釈 6]。
  - 日テレジータスでは予選ラウンド・決勝ラウンド4日間を通して、日テレ系地上波・BS日テレが放送しない時間帯に生中継を行う。なお、2023年については一部ホールに限定した生中継に縮小している[注釈 7]。
  - 石川県では、テレビ金沢開局直前の1989年まで北陸放送（TBS系列）で放送されていた。
  - 2007年の第75回大会と2017年の第85回大会は沖縄県での開催だったため沖縄テレビが技術協力に参加した。
  - 2018年までは、3日目も日本テレビ系全国ネットにて放送されていた。また、2018年は3日目を55分番組、最終日を85分番組として放送するとともに、最終日は地上波放送終了後に引き続きBS日テレにて90分番組として放送し、実質3時間にわたって放送する形になった。
  - 放送時間は、2010 - 2017年は3日目と最終日をいずれも85分番組として放送されていた。さらに、それ以前は3日目・最終日とも115分番組として放送され、最終日は生放送で最大30分まで延長した。また、最終日は2017年まで録画中継での放送となっていた。
  - 2010年からは、CSのゴルフネットワークで「とことん1番ホール生中継」第2弾として、3日目・最終日の1番ホールのみを放送。